# Liste de bibliothécaires de fiction
Les bibliothécaires jouent un rôle notable dans les fictions suivantes :
| Bibliothécaire                                      | Bibliothèque                                                      | Media                                                                 | Sources |
| --------------------------------------------------- | ----------------------------------------------------------------- | --------------------------------------------------------------------- | ------- |
| Barbara Gordon / Oracle (assistante bibliothécaire) | Bibliothèque publique de Gotham City                              | Batgirl                                                               | ,       |
| Jocasta Nu                                          | Archives du temple Jedi sur la planète Coruscant                  | Star Wars, épisode II : L'Attaque des clones                          | [ 3 ]   |
| Le Bibliothécaire (possiblement Horace Worblehat)   | Bibliothèque de l'université invisible                            | Disque-monde                                                          | [ 5 ]   |
| Evelyn "Evie" Carnahan O'Connell                    | Musée d'antiquités du Caire                                       | La Momie                                                              | ,       |
| Rupert Giles                                        | Bibliothèque du Lycée de Sunnydale                                | Buffy contre les vampires                                             | ,       |
| Lucien                                              | Bibliothèque du royaume des rêves                                 | Sandman                                                               | ,       |
| Wan Shi Tong                                        | Anciennement située à Si Wong, maintenant dans le monde spirituel | Avatar, le dernier maître de l'air                                    | [ 7 ]   |
| Thursday Next                                       | Non spécifique - techniquement, elle est détective littéraire     | Thursday Next                                                         | [ 9 ]   |
| Le corps des bibliothécaires                        | Toutes                                                            | Library Wars                                                          | [ 1 ]   |
| Irma Pince                                          | Bibliothèque de Poudlard                                          | Harry Potter                                                          | [ 1 ]   |
| Malachi de Hildesheim                               | Bibliothèque de l'abbaye bénédictine                              | Le Nom de la rose (le roman et son adaptation au cinéma)              |         |
| M. Dewey                                            | non précisé                                                       | Richard au pays des livres magiques                                   | [ 2 ]   |
| Tammy Swanson                                       | Bibliothèque de Pawnee                                            | Parks and Recreation                                                  | [ 2 ]   |
| Mme Phelps                                          | non précisé                                                       | Matilda (le roman et son adaptation au cinéma)                        | [ 2 ]   |
| Henry De Tamble                                     | Newberry Library                                                  | Le temps n'est rien, Hors du temps (son adaptation cinématographique) | [ 2 ]   |

- Alicia Hull (Bette Davis), dans le film Storm Center
- Ardelia Lortz dans la nouvelle Le Policier des bibliothèques de Stephen King
- Belle (Emilie de Ravin) dans la série télévisée Once Upon a Time
- Bunny Watson (Katharine Hepburn), dans le film Desk Set
- Emily (Michelle Williams) dans The Station Agent
- Flynn Carsen (Noah Wyle), dans la série télévisée et les films de la franchise Flynn Carson et les Nouveaux Aventuriers
- Hans-Jörg Tschirner (Moritz Bleibtreu), dans le film Une famille allemande
- Hilary Robinson dans le soap opera australien Les Voisins
- Irma Olanski dans le roman Sylvia d'Howard Fast
- Jean-Paul, dans The Virgin Blue de Tracy Chevalier
- Judy (puis Mary), dans Party Girl
- Karin Andersson, dans la série Sune
- Lisa Gibbs (Laura Heisler), dans le sitcom The Middle
- Lou, dans le roman Bear
- Mander Zuma, dans le roman Scourge de Jeff Grubb
- Mariah (Maite Schwartz), dans la série télévisée Community
- Marian Paroo (Shirley Jones), dans le film The Music Man
- Marion (Ashley Gardner), dans la sitcom Seinfeld
- Marissa (Christi Waldon), dans deux épisodes de la série Stranger Things
- Mary Elizabeth Hull, dans le film Où le cœur nous mène
- Mary Hatch, dans le film It's a Wonderful Life
- Maudette Hornsby (Sherilyn Fenn), dans la série télévisée Psych : Enquêteur malgré lui
- Michèle Favrot (Isabelle Gélinas), dans la série télévisée À livre ouvert[10]
- Mikoshiba Takao, dans le manga Le Maître des livres
- Miss DeGroot (Lu Leonard) dans la série télévisée Mariés, deux enfants
- Miss Phelps (Jean Speegle Howard), dans le roman et le film Matilda
- Nick (Mandy Patinkin), dans le film Maxie
- Paige Turner (voiced by Kate Hutchinson), dans la série télévisée Arthur
- Poussey Washington (Samira Wiley) dans la série télévisée Orange Is the New Black
- Rook Barkwater dans la série de livres The Edge Chronicles
- Sarah Sugden, dans le soap opera Emmerdale
- Tammy Two (Megan Mullally) dans la série télévisée Parks and Recreation
- Tionne Solusar, dans l'univers étendue de Star Wars
- Twilight Sparkle (voiced by Tara Strong) dans la série télévisée My Little Pony: Friendship is Magic
- Urag gro-Shub, mage orque et bibliothécaire de l'Arcanaeum de l'académie de Fortdhiver dans le jeu vidéo The Elder Scrolls V: Skyrim
- Valerie (Gina Gershon) dans la série télévisée Rescue Me
- Zoe Heriot dans la série télévisée britannique Doctor Who